# Zofka
Zofka je žensko osebno ime.

## Izvor imena
Ime Zofka je izpeljanka iz imena Zofija.

## Pogostost imena
Po podatkih Statističnega urada Republike Slovenije je bilo na dan 31. decembra 2007 v Sloveniji število ženskih oseb z imenom Zofka: 83.

## Osebni praznik
V koledarju je ime Zofka zapisano skupaj z Zofijo; god praznuje 15. maja.

## Znane osebe
Zofka Kveder, slovenska pisateljica,